# Font del Ferro (Sant Hilari Sacalm)
La Font del Ferro és una font pública de Sant Hilari Sacalm (Selva) inclosa a l'Inventari del Patrimoni Arquitectònic de Catalunya. Font situada al nucli urbà de Sant Hilari Sacalm, al Passeig de la Font del Ferro al que dona nom.

## Descripció
La font es troba a un nivell inferior del terra que hom trepitja actualment, motiu pel qual s'hi accedeix a través de dues escales. La font brolla a través d'un petit brocal que hi ha en un mur fet amb rajols de pedra que és coronat per una mena de frontal al centre. A cada costat d'aquesta estructura, en el mur, hi ha lloses de pedra. Tota l'estructura es troba envoltada per una barana de ferro forjat i enjardinada. Hi ha un petit banc per asseure's.

## Història
La font data del 1967 i l'executà l'arquitecte municipal R.Canela. El nom ve de les substàncies ferruginoses presents a l'aigua.